# 물꽃마을 사람들
《물꽃마을 사람들》은 MBC에서 2004년 1월 4일부터 2004년 6월 27일까지 방영된 문화방송 일요아침드라마이다.

## 방송 시간
| 방송 기간                        | 방송 시간            |
| -------------------------------- | -------------------- |
| 2004년 1월 4일 ~ 2004년 5월 2일  | 일요일 오전 9시 50분 |
| 2004년 5월 9일 ~ 2004년 6월 27일 | 일요일 오전 9시      |

## 등장 인물

### 강성우의 가족
- 송일국 : 강성우(34세) 역
- 홍충민 : 김희연 역 - 성우의 아내. 교통사고로 인해 전신마비가 됨.
- 김경환 : 강노을(6세) 역 - 성우의 아들

### 유준태의 가족
- 김은영 : 이어진(75세) 역 - 준태의 어머니
- 전무송 : 유준태(53세) 역 - 물꽃마을 보건지소장
- 정영숙 : 정경희(51세) 역 - 준태의 아내
- 주우 : 유우경(27세) 역 - 준태의 큰아들, 레지던트 3년차
- 이보영 : 유여경(24세) 역 - 준태의 큰딸, 국문과 졸업반
- 류덕환 : 유재경(16세) 역 - 준태의 쌍둥이 아들
- 서지희 : 유하경(16세) 역 - 준태의 쌍둥이 딸, 재경의 동생

### 유준태의 일가
- 윤승원 : 유정태(49세) 역
- 미상 : 정혜윤(46세) 역 - 대학교수, 정태의 첫사랑
- 임예진 : 유태희(45세) 역
- 강남길 : 한세영(47세) 역 - 태희의 남편

### 마을 사람들
- 맹상훈 : 손동호(42세) 역 - 세탁소 운영
- 이미영 : 홍애순(39세) 역 - 동호의 아내
- 나문희 : 신영자(71세) 역 - 동호의 어머니
- 정승호 : 김성환(42세) 역 - 미니수퍼 주인
- 윤예희 : 이미영(36세) 역 - 성환의 아내
- 이재은 : 차은수 역 - 우경과 같은 병원 레지던트 1년차

### 그 외 인물
- 권연우 : 민수진 역 - 가정과 교사
- 민진 ㅡ 정선훈 역
- 조명진 ㅡ 한담희 역
- 김선은

## 방영목록
제1화 그녀가 사는 집
제2화 누군가 시작한 일
제3화 사랑의 인사
제4화 조금만 더 사랑할걸 그랬습니다
제5화 참을 수 없는 존재의 무거움
제6화 어젯밤 꿈속에
제7화 너희들은 아름다워
제8화 사람을 울리는건 가난이 아냐
제9화 출발점에 서서
제10화 오랜지 향기는 바람을 타고
제11화 사랑과 초콜릿의 상관관계
제12화 사람은 무엇으로 사는가
제13화 3월이 떠나가네
제14화 당신을 사랑합니다
제15화 때로는 바람이 불어와
제16화 첫사랑
제17화 아버지,당신의 이름은
제18화 행복한 덧샘
제19화 청혼
제20화 튼튼하게만 자라다오
제21화 나의 아름다운 세탁소
제22화 우리의 사랑이 필요한거죠
제23화 나무가 되고 싶다
제24화 당신에게 바라는 것
제25화 가족이 된다는 것
제26화 모든곳으로 향하는 길(최종회)